# Cesiumfluoride
Cesiumfluoride (CsF) is het cesiumzout van waterstoffluoride. De stof komt voor als een wit (soms kleurloos) hygroscopisch kristallijn poeder, dat zeer goed oplosbaar is in water. Het is in staat om vocht en water op te nemen, maar het kan weer gedroogd worden door het te verwarmen op 100°C in vacuüm.

## Synthese
Cesiumfluoride kan op verscheidene manieren worden gesynthetiseerd. De eerste methode is de reactie van cesiumhydroxide met vloeizuur:
{\displaystyle {\ce {CsOH + HF -> CsF + H2O}}}
Een andere methode is de neutralisatiereactie van cesiumcarbonaat met vloeizuur:
{\displaystyle {\ce {Cs2CO3 + 2HF -> 2CsF + H2O + CO2}}}

## Toepassingen
In cesiumfluoride bereikt het verschil in elektronegativiteit tussen de ionen zijn maximale waarde. In een oplossing hebben de twee ionen, in vergelijking met de andere halogeniden van de alkalimetalen, de grootste bewegingsvrijheid.
Cesiumfluoride reageert, door het fluoride, als een zwakke base: het wordt in die context bij organische syntheses gebruikt (waaronder de Knoevenagel-condensatie). In contact met zuren wordt het corrosieve waterstoffluoride gevormd. Verder wordt het ook nog bij desilyleringen gebruikt: door de hoge bindingsenergie tussen silicium en fluor is cesiumfluoride in staat om silyl-beschermgroepen van organische moleculen te halen. Dit is vergelijkbaar met de werking van TBAF. Een oplossing van cesiumfluoride in THF of DMF is in staat om tal van organosiliciumverbindingen aan te vallen, wat leidt tot vorming van een organosiliciumfluoride en een reactief carbanion. Dit carbanion kan verder reageren met elektrofielen:
Cesiumfluoride is een veelgebruikte fluoridedonor: het kan namelijk zeer snel fluoride-ionen afstaan in waterig milieu. In combinatie met hexafluoraceton wordt een cesiumperfluoralkoxide-zout gevormd. Lagere alkalifluoriden, zoals natrium- en kaliumfluoride, kunnen dit niet.

## Kristalstructuur
Cesiumfluoride is een kristallijne vaste stof met een kubisch kristalstelsel. Het behoort tot ruimtegroep Fm3m.